# Mupirocina

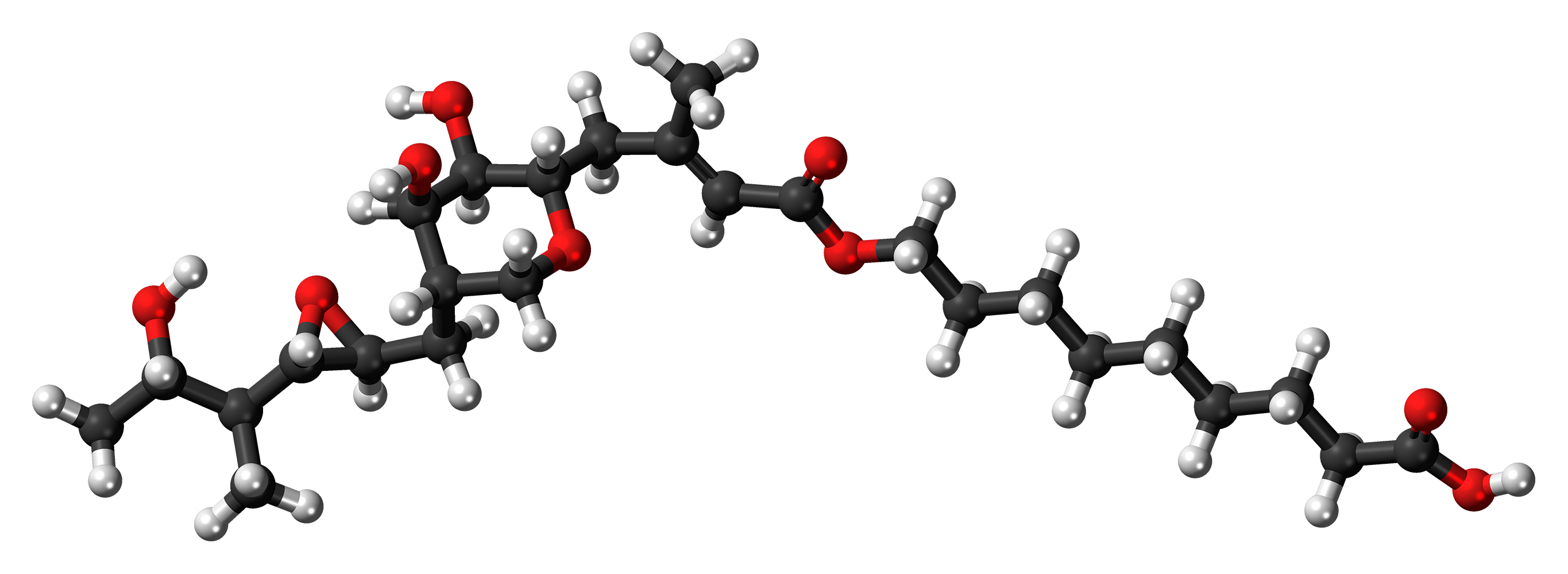
La mupirocina es un antibacteriano para el tratamiento de infecciones por cocos grampositivos.

La mupirocina es un antibacteriano para el tratamiento de infecciones de la piel por cocos grampositivos.

## Mecanismo de acción
Inhibe la síntesis bacteriana de proteínas mediante la unión a la isoleucil-tRNA sintetasa del microorganismo, de manera que impide la incorporación de la isoleucina a las proteínas. Se usa por vía tópica en la práctica clínica, en forma de ungüentos o cremas, demostrando gran efectividad en el tratamiento de infecciones producidas por cocos grampositivos: S. aureus, otras especies de estafilococos y Streptococcus pyogenes. Existen formulaciones de uso nasal que permiten la erradicación de estafilococos, incluyendo S. aureus meticilin resistentes (SAMR) en portadores nasales.

## Efectos secundarios
Los efectos adversos que pueden derivarse del uso de mupirocina por vía tópica son poco frecuentes y transitorios. Entre ellos, se puede mencionar: ardor, escozor, dolor, prurito (picazón) o sarpullido (erupciones en la piel).

## Contraindicaciones
Debido a que para su preparación se usa polietilenglicol como vehículo, no se recomienda su uso en mujeres embarazadas.[cita requerida]

## Interacciones
In vitro, el cloramfenicol interfiere con la acción antibacteriana de la mupirocina sobre la síntesis de ARN, y aunque aún no se ha determinado la importancia clínica de este hecho, no es recomendable la administración simultánea de ambos antibacterianos.[cita requerida]